# Cascate
Cascate is een plaats (frazione) in de Italiaanse gemeente Cassano d'Adda.